# 熊本會
熊本會（くまもとかい）は、日本の暴力団。熊本県熊本市内の有力ヤクザ組織5団体が結成していた親睦団体「熊本連合」を前身とする団体。

## 来歴
熊本の地元組織が大同団結して結成していた「熊本連合」（旧「熊本二十日会」）が2005年に解散。その一部は山口組や道仁会へ移ったものの、引き続き独立を志向した中核勢力が新たな団体を組織、これが熊本會の起こりであった。

## 情勢

熊本連合の代紋

前身にあたる“熊本連合”は、「虎門会」、「大久保一家」、「山野会」、「西心会」、および「大村一門」という熊本市内の5団体から構成されていた親睦組織で、熊本の“反山口組の牙城”と言われていた。
福岡県内に本部を置く工藤会、道仁会、および太州会が1991年から結成していた親睦団体「三社会」に2005年から加入。これにて三社会はその名を“四社会”へ改めた。親睦団体を超えた“攻守同盟”とも言われるのがこの四社会で、その加盟4団体中、暴力団対策法に基づく指定を受けていないのは熊本會のみとなっている。
結成以降毎年の事始め式は健軍神社で行っているが宮司はこれを良しとしていないなど神社内でも意見がわかれている。

## 歴代会長
- 初代 - 森原健次
- 二代目 - 戸崎豊[2]
- 三代目 - 森原秀徳